# 1893 aux Territoires du Nord-Ouest
Chronologie des Territoires du Nord-Ouest
- 1889
- 1890
- 1891
- 1892
- 1893
- 1894
- 1895
- 1896
- 1897

Cette page concerne les événements survenus en 1893 dans le territoire canadien des Territoires du Nord-Ouest.

## Politique
- Premier ministre : Frederick W. A. G. Haultain (Président du conseil exécutif)
- Commissaire :
- Législature :

## Événements
- les frères James Williams Tyrrell et Joseph Burr Tyrrell explorent les Territoires du Nord-Ouest dans la région allant du Lac Athabasca à la Baie d'Hudson.